# سلالة بانديا

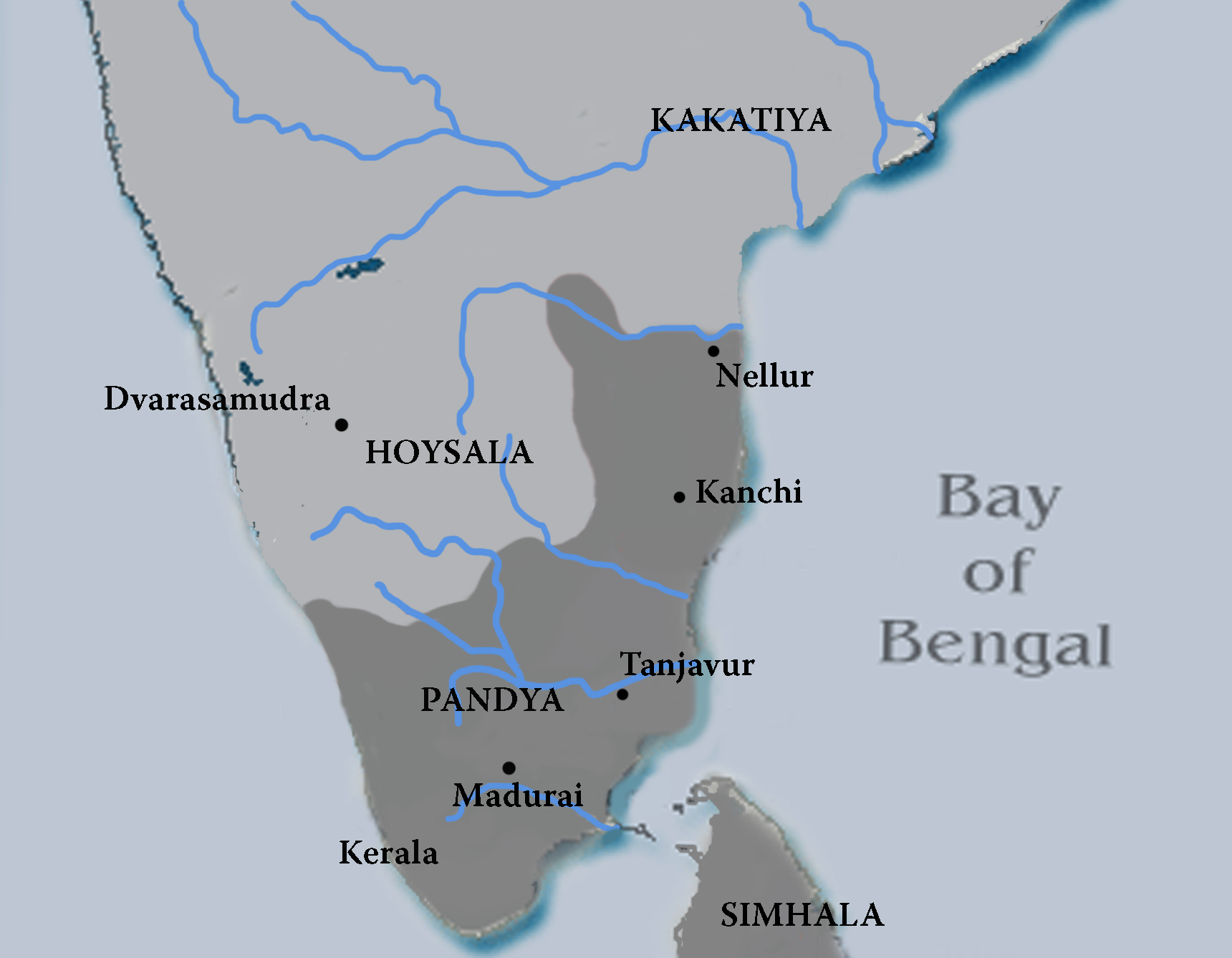
المملكة البانديائية في أعظم تمدد لها.

سلالة بانديا (بالتاملية: பாண்டியர்)، المعروفة أيضًا باسم بانديا من مادوراي، كانت سلالة من جنوب الهند، تنحدر من ثلاثة أنساب تاميلية عرقية، والنسبان الآخران هما تشولا وتشيرا. أُشير إلى حكام السلالات الثلاث باسم «الحكام الثلاثة المتوجين لبلد تاميل». حكمت سلالة بانديا مناطق واسعة، بما في ذلك أجزاء كبيرة من جنوب الهند الحالية وسريلانكا (من خلال أفرع جانبية خاضعة لمادوراي). كانت مادوراي عاصمة مملكة بانديا.
من الصعب تحديد عمر وقِدم السلالة. حكم زعماء سلالة بانديا الأوائل بلادهم (بانديا نادو) منذ العصور السحيقة، والتي تضمنت مدينة مادوراي الداخلية وميناء كوركيه الجنوبي. ذُكر بلد البانديائيون في عدد من المصادر اليونانية الرومانية (في وقت مبكر من القرن الرابع قبل الميلاد) ومراسيم الإمبراطور الماوري أشوكا (القرن الثالث قبل الميلاد). اشتُهر أيضًا البانديائيون في أقدم شعر تاميلي متاح («أدب سنغمي»). تشير الروايات اليونانية واللاتينية (القرون الأولى قبل الميلاد) والعملات المعدنية ذات الأساطير في النقوش التاميلية البراهمية، والمخطوطات التاميلية البراهيمية إلى استمرارية سلالة بانديا من القرن الثالث قبل الميلاد إلى القرون الأولى بعد الميلاد. اختفت سلالة بانديا التاريخية عند ظهور سلالة كالابرا في جنوب الهند.
أُحييت سلالة بانديا في عهد حكم كادونغون (590 – 620 ميلادي) في نهاية القرن السادس، وساعد في استبعاد الكلبرائيون في جنوب الهند. من القرن السادس حتى القرن التاسع الميلادي، هيمنت سلالة تشالوكيا الحاكمة من بادامي، أو سلالة راشتراكوتا من ديكان، وسلالة بالافا من كانتشي، وسلالة باندي من مادوراي، على السياسة في جنوب الهند. حكمت سلالة بانديا بوقت أو بآخر أو غزت مصبات الأنهار الخصبة لنهر كافيري (بلد تشولا)، وبلد تشيرا القديمة (الكونغو، وكيرلا الوسطى)، وفينادا (جنوب كيرلا)، وبلد بالافا، وسريلانكا. تدهورت سلالة بانديا مع صعود سلالة تشولا من تانجور في القرن التاسع وكانت في صراع دائم معها. تحالفت سلالة بانديا مع السنهاليين (سريلانكا) وسلالة تشيرا في مضايقة إمبراطورية تشولا حتى وجدوا فرصة لإحياء ثرواتهم خلال أواخر القرن الثالث عشر. كان البانديائيون حلفاء مقربين للسنهاليون، وغالبًا ما أودعوا تيجانهم وشعاراتهم الملكية الأخرى لدى الملك السنهالي من أجل حفظها.
دخل البانديائيون (1216–1345) «عصرهم الذهبي» تحت حكم مارافارمان سوندارا الأول، وجاتافرمان سوندارا الأول (بنحو 1251) الذين وسعا الإمبراطورية إلى بلاد التيلجو (حتى شمال نيلور) وجنوب ولاية كيرلا، وغزيا سريلانكا. كانت البانديائيون في أوتشانغي (القرن التاسع والثالث عشر)، في وادي تونغابهادرا، مرتبطين ببانديائيو مادوراي.
في ذلك الوقت، كان البانديائيون في صراع مستمر مع سلالة بالافا، وسلالة تشولا، وهويسالا، وسلالة تشيرا. تزامنت أزمة داخلية في إمبراطورية بانديا مع الغزوات الخلجية في جنوب الهند في 1310-1311. شهدت الأزمة السياسية التي تلت ذلك المزيد من الغارات والنهب، وفقدوا جنوب ولاية كيرلا (1312)، وشمال سريلانكا (1323) وأُنشأت سلطنة مادوراي (1334). في منتصف القرن السادس عشر، أعلن حكام فيجاياناغارا في مادوراي استقلالهم وأسسوا سلالة مادوراي ناياك.
وفقًا للتقاليد، أُقيمت السانجام («المعاهد») الأسطورية في مادوراي تحت رعاية البانديائيون، وادعى بعض حكام بانديا أنهم شعراء. كانت بانديا موطنًا لعدد من المعابد الشهيرة بما في ذلك معبد ميناكشي في مادوراي، بعد إحياء قوة بانديا من قبل كادونغون، والناينار الشيفاويين. من المعروف أن حكام بانديا اتبعوا الجاينية لفترة قصيرة من الزمن في التاريخ.

## علم الاشتقاق وأصل الأساطير
يُعتقد أن كلمة بانديا مشتقة من الكلمة التاميلية القديمة «باندو» وتعني «قديم». تشير النظرية إلى أنه في مصطلحات التاميل التاريخية المبكرة، تعني كلمة بانديا البلد القديم على عكس تشولا التي تعني البلد الجديد، وتعني شيرا بلد التل، وتعني كلمة بالافا الفرع باللغة السنسكريتية. لا يزال أصل كلمة بانديا موضع تكهنات كبيرة بين العلماء. بصرف النظر عن الاشتقاقات المذكورة، ظهر عدد من النظريات الأخرى في الدراسات التاريخية.
وفقًا لأساطير التاميل القديمة، حكم الإخوة الثلاثة تشيران، وتشولان، وبانديان بشكل مشترك في مدينة كوركاي الجنوبية. عندما بقي بانديا في المنزل، أسس شقيقاه تشيران وتشولان بعد الانفصال مملكتيهما في الشمال والغرب. تذكر القصيدة الملحمية سيلاباتيكارام أن شعار البانديائيون كان سمكة. غالبًا ما تربط تقاليد شمال الهند مثل الملاحم العظيمة وبوراناس جنوب الهند بساجا أغاستيا (الذي عبر نهر فيندياس وسافر جنوبًا).  يظهر أغاستيا بشكل بارز في الأدب التاميلي في العصور الوسطى أيضًا.
يميز الفلكلور ألي راني (حرفياً «الملكة ألي») كأحد الحكام التاريخيين الأوائل للبانديائيين. وتنسب إلى «ملكة الأمازون». يُعتقد أنها حكمت الساحل الغربي والشمالي لسريلانكا بالكامل من عاصمتها كوديرامالاي، حيث تم العثور على بقايا ما يُعتقد أنه حصنها. يُنظر إليها أحيانًا على أنها تجسد للآلهة المرتبطة ببانديا، ميناكشي وكاناجي.